# Valeria Licciardi
Valeria Licciardi (Adrogué, 23 de mayo de 1984) es una actriz, bailarina, periodista, trabajadora social, diseñadora de ropa y activista LGBT argentina.

## Biografía
Valeria Licciardi nació en Adrogué, Provincia de Buenos Aires el 23 de mayo de 1984. Registrada como hombre al nacer, relata que a los siete años comenzó a sentirse incómoda usando uniforme de varón, iniciando un proceso que la llevó a identificarse como mujer. Se crio en un familia que la acompañó en su transición y realizó sus estudios desde el jardín de infantes hasta finalizar el secundario en un "escuela abierta a la diversidad" en la localidad de Luis Guillón, donde fue educada sin   tener que sufrir el bullying escolar.

Mis compañeros fueron amorosos conmigo y no sentí el bullying que sufrieron otras personas de mi condición, y creo que es porque vieron mi proceso desde muy chica. Además, era un colegio muy inclusivo y la diversidad no hacía la desigualdad. Uno le tiene miedo a eso, y al incorporarlo te quedas tranquila porque, de alguna manera, todos somos disidentes de algo... Yo creo que fluyó. Hubo amor, contención, acompañamiento y eso ayuda y salva.
Valeria Licciardi

Estudió periodismo, trabajo social, actuación y danza e hizo radio, televisión y teatro. Pese a realizar algunos trabajos en radio (Radio Panda, FM Palermo, radios zonales de Adrogué y Banfield) debió trabajar también como camarera, paseadora de perros y otros empleos informales, afectada por los prejuicios en el mundo del trabajo para personas del colectivo travesti-trans.
En 2010 participó en Mendoza en el concurso para Reina de la Vendimia Gay.
En 2011 obtuvo su documento de identidad como mujer adoptando el nombre de Valeria, que su madre había pensado para una mujer.
En 2013 lanzó una línea de bombachas pensadas para cuerpos de mujeres travestis trans bajo la marca "Naná".
En 2015 se hizo muy conocida en Argentina al convertirse en la primera persona trans en participar en el reality show Gran Hermano. Valeria aprovechó su presencia en el programa para visibilizar el colectivo travesti-trans y denunciar la homofobia, la transfobia y los prejuicios sociales.
Al salir de Gran Hermano la productora del programa la contrató para trabajar en Radio con Vos durante dos años. En 2016 participó en "Dream come true", una obra performática de Yoko Ono en el Museo de Arte Latinoamericano de Buenos Aires (Malba).
Entre 2017 y 2020 actuó en la obra “Los huesos”, dirigida por Leticia Manzur, en la que baila completamente desnuda. La obra fue representada en el Teatro Municipal General San Martín, el Centro Cultural Ricardo Rojas y el Centro Cultural Recoleta, entre otros. Aceptó aparecer desnuda en la obra para visibilizar los cuerpos que siguen ausentes en los manuales escolares y piensa: 

El discurso que resonaba en ese entonces era ‘nací en el cuerpo equivocado’, y una un poco que repetía eso, aunque sin saber bien lo que significaba. Pero a la vez, algo me hacía notar que no era que yo estaba disconforme con mi cuerpo sino que la sociedad tenía problemas con mi cuerpo. Yo me paraba frente al espejo y no odiaba mis genitales Somos mujeres con pene, no hay nada que cambiar, darle tanto valor a la genitalidad es lo más absurdo que hay.

En 2019 lanzó el proyecto "Las trans lo hacemos mejor", sobre la base de su marca Naná, para establecer una red de productoras y vendedoras trans en distintas partes del país, de múltiples productos.

Lo que empezó siendo una venta entre nosotras se amplió a la ciudadanía y esto permite que no solo vendan sino también interactúen con personas con las que de otra manera jamás hubieran hablado. Las chicas les ofrecen la bombacha pero también, les acercan muchos otros productos desde mermeladas de cayote hasta libros y juegos. Se arma un intercambio que atraviesa lo comercial y eso es lo que más me gusta. Desde la marca compartimos muchísimo de nuestra cultura travesti y tratamos de realizar acciones. Antes de la Ley de Cupo Laboral travesti trans realizamos una bolsa de trabajo para que las chicas ofrezcan lo que saben hacer. Fue un éxito porque muchas pudieron tener su primera oportunidad laboral.

En 2023 se destacó actuando en el papel de Vivianne Figueroa, una policía trans, en la exitosa serie de Netflix División Palermo, una comedia sobre la hipocresía frente a la discriminación:

En la serie somos nosotres las 'minorías' quienes hacemos los chistes.

## Televisión
| Año       | Título                        | Papel             | Notas          |
| --------- | ----------------------------- | ----------------- | -------------- |
| 2015      | Gran hermano                  | Participante      | 5.ta eliminada |
| 2023-2025 | División Palermo              | Vivianne Figueroa |                |
| 2025      | Camaleón, el pasado no cambia | Cielo             |                |